# Christiane Meier
Christiane Meier (* 1956) ist eine deutsche TV-Journalistin und Moderatorin. Von 2018 bis 2022 war sie Leiterin des ARD-Studios in New York.

## Leben
Christiane Meier absolvierte ein Volontariat beim NDR und arbeitete anschließend als Redakteurin für Radio Bremen und den WDR. Von 2000 bis 2007 war sie im ARD-Studio in Washington, D.C., wo sie zuletzt auch die Studioleitung innehatte. Von 2007 bis 2012 war sie Korrespondentin der Fernsehgemeinschaftsredaktion im ARD-Hauptstadtstudio. Im Frühjahr 2012 übernahm sie von Werner Sonne die Leitung des Bereichs Morgenmagazin im Hauptstadtstudio; von da an war sie bis Juni 2018 Korrespondentin des ARD-Morgenmagazins. Ab 1. Juli 2018 war sie Leiterin des ARD-Studios in New York. Im Juni 2022 ging Christiane Maier in den Ruhestand und wurde von Marion Schmickler als Leiterin des Studios New York abgelöst.

## Auszeichnungen
- Deutscher Fernsehpreis 2017 für die Beste persönliche Leistung Information für ihre Interviews im ARD-Morgenmagazin